# Fullestads socken
Fullestads socken i Västergötland ingick i Kullings härad, ingår sedan 1971 i Vårgårda kommun och motsvarar från 2016 Fullestads distrikt.
Socknens areal är 18,28 kvadratkilometer varav 18,16 land. År 2000 fanns här 326 invånare.  Orten Lagmansholm samt sockenkyrkan Fullestads kyrka ligger i socknen.

## Administrativ historik
Socknen har medeltida ursprung. 
Vid kommunreformen 1862 övergick socknens ansvar för de kyrkliga frågorna till Fullestads församling och för de borgerliga frågorna bildades Fullestads landskommun. Landskommunen inkorporerades 1952 i Vårgårda landskommun som 1971 ombildades till Vårgårda kommun.. Församlingen uppgick 2002 i en då återbildad Lena församling.
1 januari 2016 inrättades distriktet Fullestad, med samma omfattning som församlingen hade 1999/2000.  
Socknen har tillhört län, fögderier, tingslag och domsagor enligt vad som beskrivs i artikeln Kullings härad. De indelta soldaterna tillhörde Västgöta-Dals regemente, Kullings kompani.

## Geografi
Fullestads socken ligger nordost om Alingsås med Säveån i söder. Socknen är en slättbygd i söder och i sin centrala del och skogsbygd i norr.
Det första skolhuset byggdes 1850 och används idag som bygdegård.
En sätesgård var Lagmansholms säteri.

## Fornlämningar
Från järnåldern finns gravfält och domarringar.
Öster om kyrkan finns flera gravhögar och resta stenar samt en offersten. I en åker i närheten har man också funnit flera urnor innehållande brända ben, troligen från bronsåldern.

## Befolkningsutveckling
Befolkningen ökade från 267 1810 till 476 1870. De närmaste decennierna växlade folkmängden för att efter 1920 minska till 233 1970 då den var som lägst under 1900-talet. Därefter vände invånarantalet uppåt igen till 314 1990.

## Namnet
Namnet skrevs 1544 Fullestada och kommer från kyrkbyn. Förleden kan innehålla ett mansnamn som börjar på Full-. Efterleden är sta(d), 'ställe, plats'.